# Renault Rapid
Der Renault Rapid ist ein Kleintransporter des französischen Automobilherstellers Renault, der im Juli 1985 als Nachfolger der sehr erfolgreichen Modelle Renault 4 F4 und F6 auf den Markt gebracht wurde. Neben der Bezeichnung Rapid (in Deutschland) wurde er auch als Renault Express (z. B. in Frankreich, Spanien, Österreich, Schweiz, Italien) oder als Renault Extra (Großbritannien und Irland) vertrieben.

## Aufbau
Technisch basierte der Rapid auf der zweiten Generation des Renault 5, dem sogenannten „kleinen Freund“ (Deutschland) oder „Supercinq“ (Frankreich). Mit diesem Modell ist er auch – bis auf ein paar stilistische Änderungen – bis zur A-Säule gleich. Auch Armaturenbrett, Fahrwerk und die beiden vorderen Türen – vom fünftürigen Renault 5 – wurden unverändert übernommen.
Besonderheiten des Rapid gegenüber dem Renault 5 waren zum einen der um etwa 15 cm verlängerte Radstand, die Dacherhöhung über der Fahrerkabine sowie der Kastenaufbau hinter der B-Säule. Das Fahrzeug war als un- oder teilverglaste Transporterversion mit bis zu zwei Sitzplätzen, als Kombi mit fünf Sitzplätzen, als Pick-up sowie serienmäßig ab Werk auch als Behindertentransporter oder mit diversen Sonderaufbauten (Kühltransporter, Werkstattwagen usw.) erhältlich.
Den Renault Rapid gab es sowohl als Kastenwagen mit zwei seitlich angeschlagenen Flügeltüren im Heck, als auch mit einer großen, nach oben zu öffnenden Heckklappe. Wie schon bei seinen Vorgängern Renault 4 F4 und F6 waren beim Renault Rapid alle Räder einzeln aufgehängt: vorn an MacPherson-Federbeinen und Querlenkern und hinten an Schwingen mit Drehstabfedern, während ähnliche Fahrzeuge – wie etwa der VW Caddy oder Opel Combo etc. – oft noch mit einer hinteren Starrachse an Blattfedern ausgerüstet waren.

## Modellreihen
Die Modellpflege erfolgte – wie bei Renault üblich – in mehreren sogenannten Phasen.
Die erste Ausführung (Phase 1) wurde von Mitte 1985 bis Sommer 1991 gebaut. Dabei bot Renault erstmals einen kleinen Transporter auch mit einem 1,6-Liter-Dieselmotor (40 kW/54 PS) an, während die Ottomotoren aus dem Renault 5 zum Einsatz kamen. Erkennbar ist dieses Modell an den fast senkrecht stehenden Scheinwerfern.
Im Sommer 1991 erfolgte eine Überarbeitung zur Phase 2. Die Motorenpalette änderte sich, da nun teilweise Maschinen vom Renault Clio übernommen wurden. Hinzu kam unter anderem ein 1,9-l-Dieselmotor mit 47 kW (64 PS). Dieser Motor mit der Bezeichnung „F8Q“ findet modifiziert bis heute in diversen Modellen von Renault und Nissan Verwendung. Erkennbar war dieses Modell am modernisierten Kühlergrill, der meist in grauem Kunststoff gehalten und aerodynamisch etwas günstiger war.
Die Phase 3 des Modells wurde von Anfang 1994 bis zur Ablösung durch den Kangoo gebaut. Die größten Unterscheidungsmerkmale waren hochwertiger aussehende Materialien, der Kühlergrill in Wagenfarbe sowie die leicht geänderten Rückleuchten. Gegen Aufpreis war für dieses Modell auch ein Airbag verfügbar. Nicht nur die Sicherheitsausstattung wurde aufgewertet, auch die Komfortausstattung z. B. durch eine Zentralverriegelung mit Fernbedienung. Beim Phase 3 fiel der 1,6-l-Dieselmotor weg und wurde durch einen auf 40 kW (54 PS) reduzierten 1,9-l-Dieselmotor ersetzt.

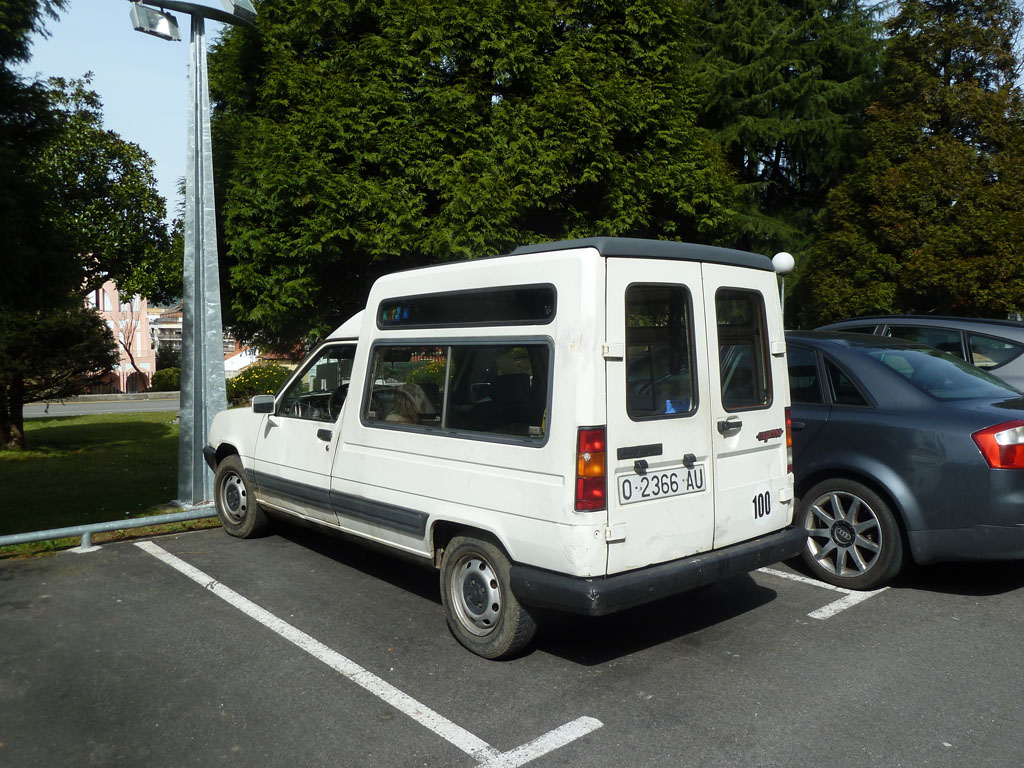
Heckansicht
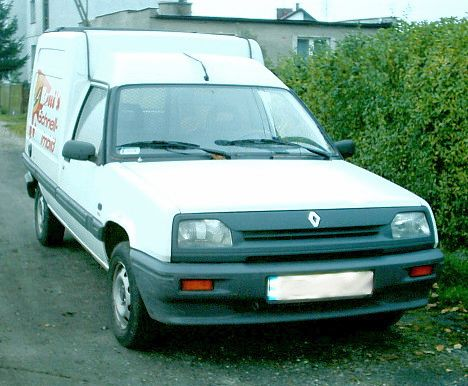
Renault Rapid (1991–1994)
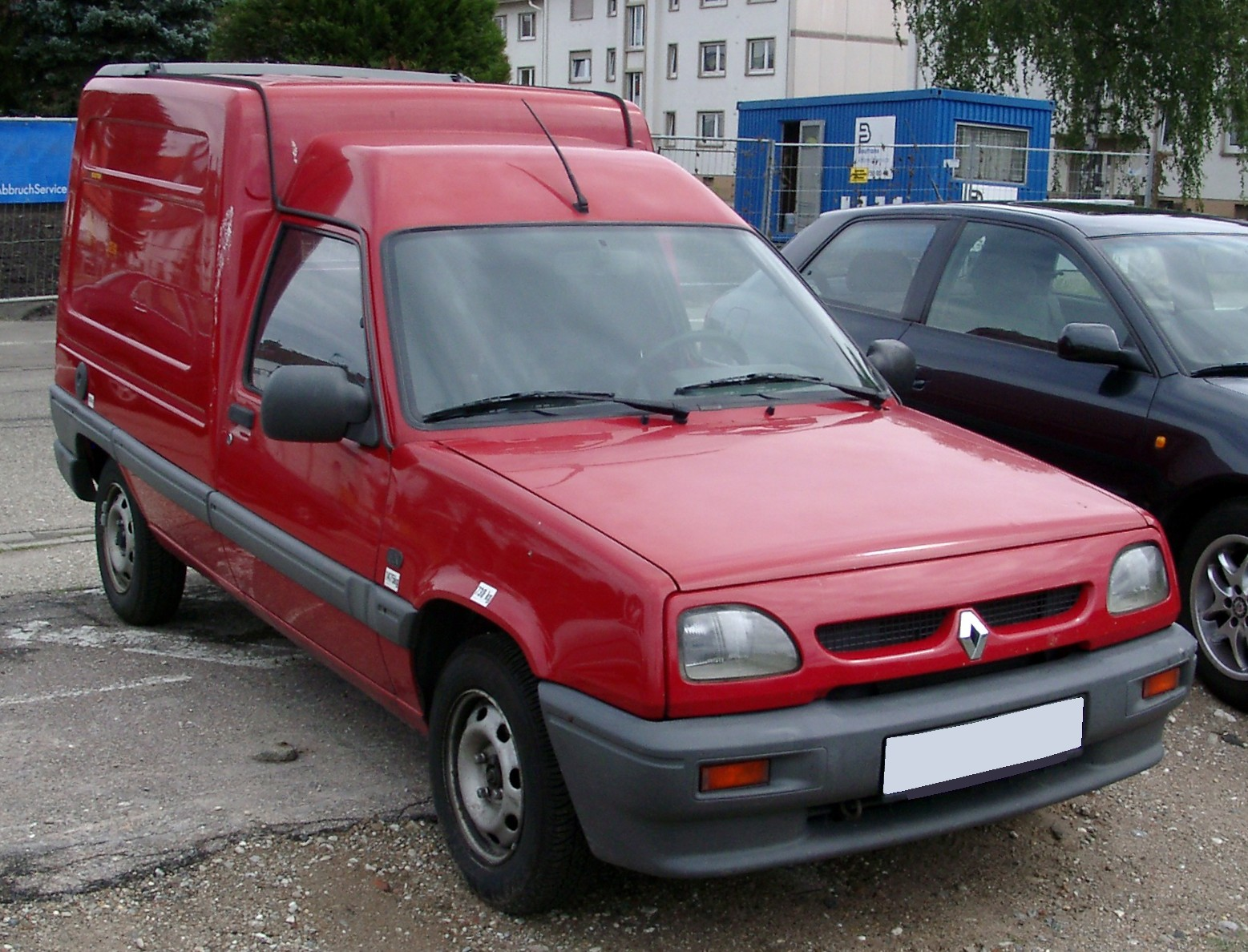
Renault Rapid (1994–1998)
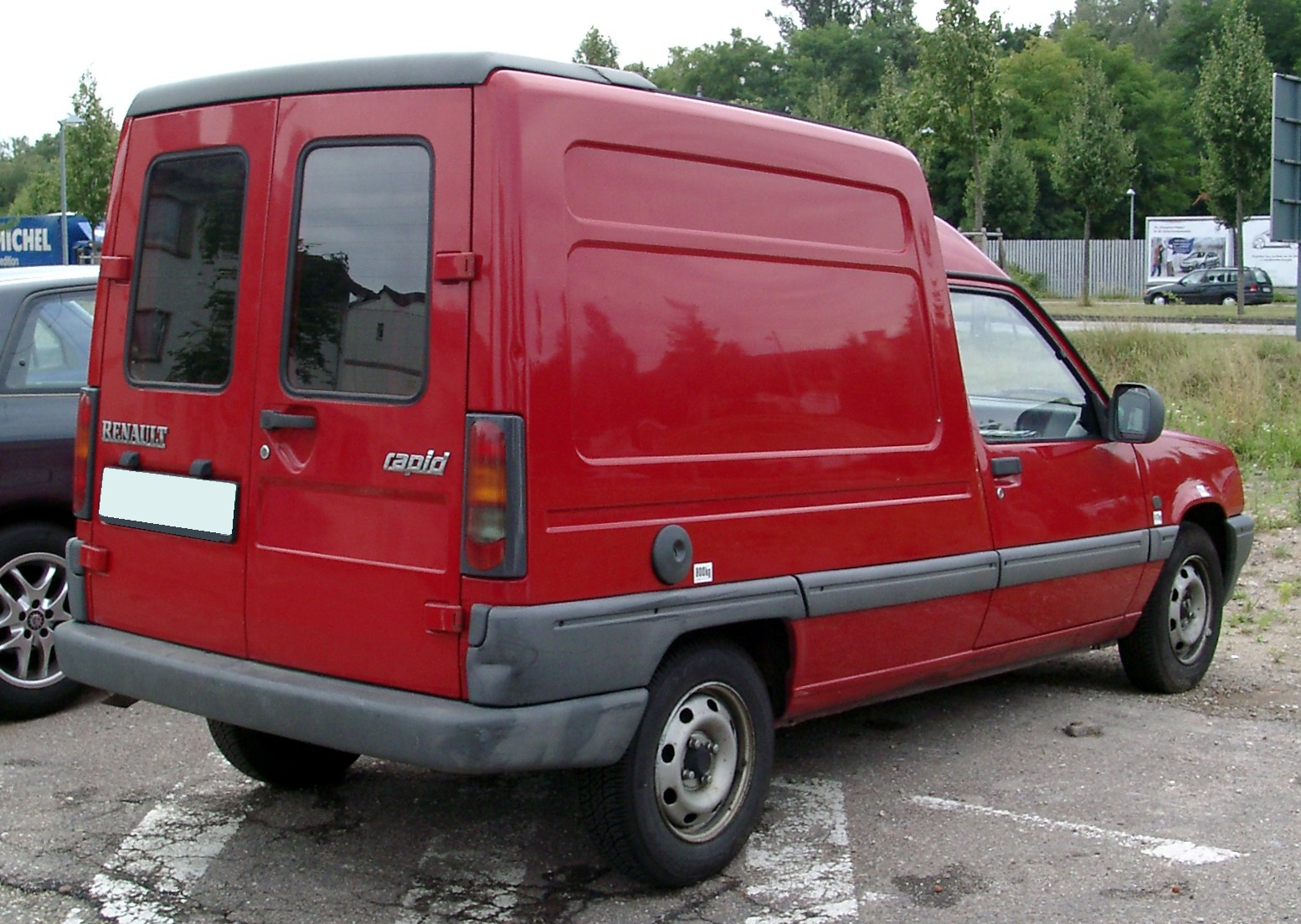
Heckansicht
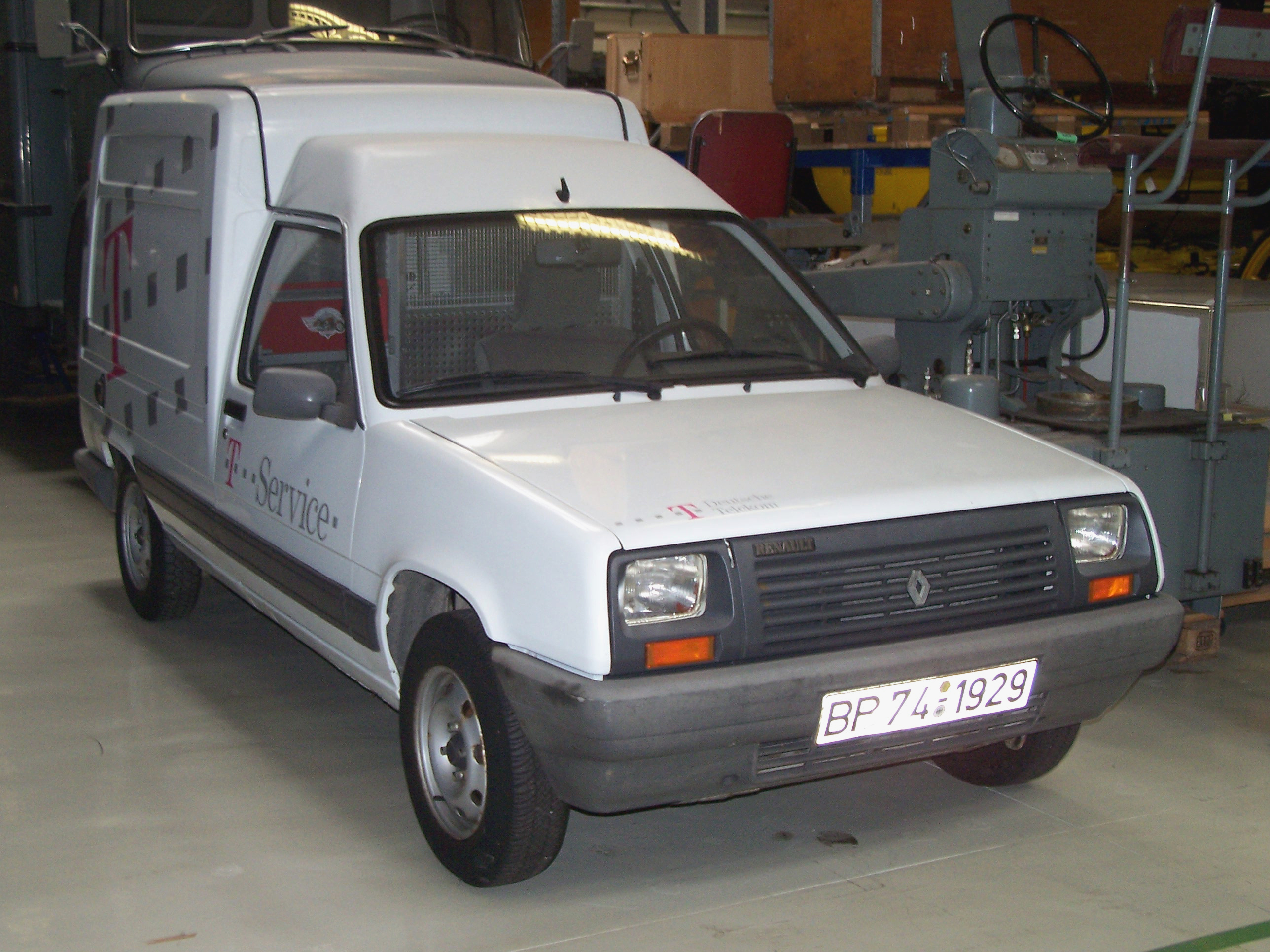
Ein Renault Rapid der Deutschen Telekom-Tochter T-Service im Museumsdepot des Museums für Kommunikation in Heusenstamm

In den späten 1980er Jahren war der Rapid das erste ausländische Fahrzeug, das von einer deutschen Behörde in größerer Stückzahl angeschafft wurde; die Deutsche Bundespost setzte den Wagen in der Sparte Telekom ein.
Am 1. Januar 2007 waren in Deutschland laut Kraftfahrt-Bundesamt noch etwa 16.500 Rapid zugelassen. Zum Stichtag 1. Januar 2010 waren noch 7191 Renault Rapid zugelassen.
Das Nachfolgemodell des Rapid, der Renault Kangoo in der Version als Kastenwagen oder VU („Véhicule utilitaire“), wird auch als Kangoo Rapid bezeichnet.